# 2e régiment d'infanterie vieux-prussien
Pour les articles homonymes, voir 2e régiment et 1er régiment.

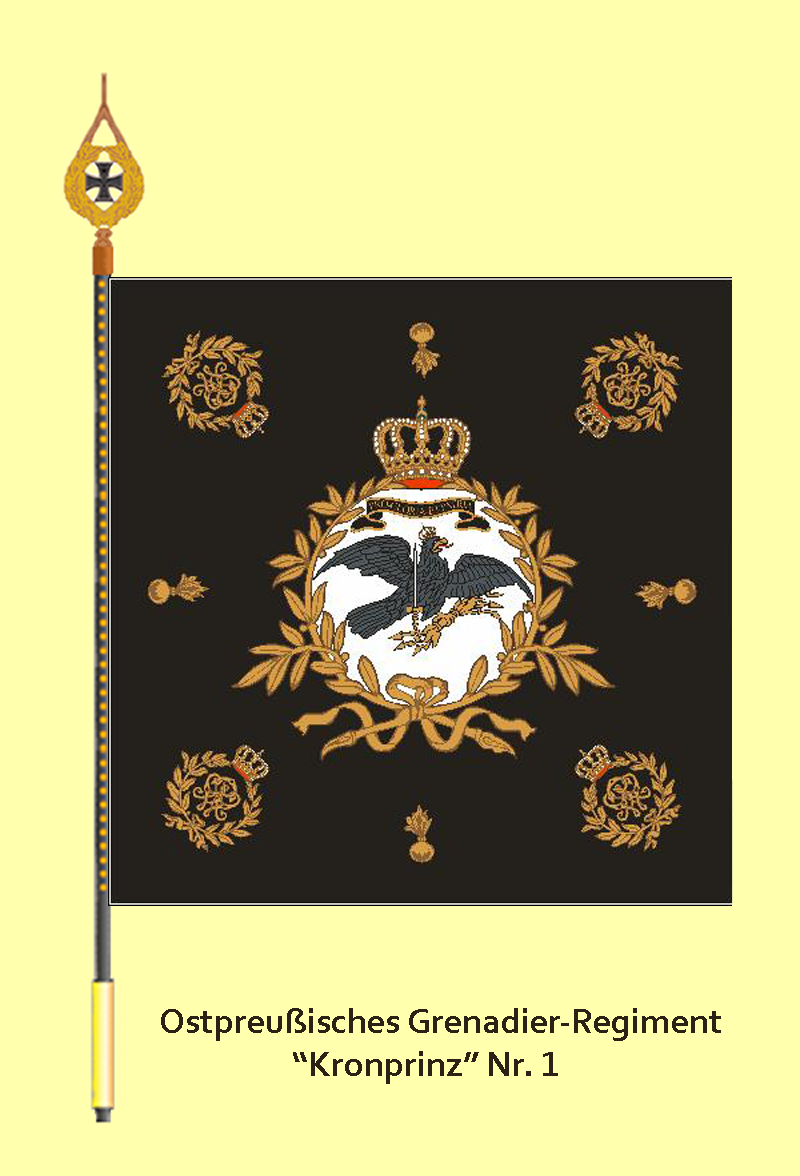
Un des drapeaux du régiment

Le 1er régiment de grenadiers « prince-héritier » (1er régiment d'infanterie prussien-oriental) ou 2e régiment d'infanterie vieux-prussien est un régiment créé au XVIIe siècle qui est connu sous différents noms dans l'armée brandebourgeoise et prussienne. En 1808, après la destruction presque complète de ses formations lors des guerres napoléoniennes, l'armée prussienne est réorganisée par Gerhard von Scharnhorst dans le cadre des réformes prussiennes. Il trouve le 2e régiment d'infanterie en grande partie intact et l'incorporz dans la nouvelle armée prussienne (de) sous la dénomination de 1er régiment de grenadiers.

## Histoire
Le régiment est établi en Poméranie et dans la Nouvelle-Marche par Bogislaw von Schwerin (de), selon l'ordre de l'électeur Frédéric-Guillaume du 20 décembre 1655, et est utilisé pour la première fois dans la bataille de Varsovie. Les quartiers du régiment sont en Prusse-Orientale en 1657 (Rastenbourg et Gerdauen). L'unité combat pour l'électorat de Brandebourg dans la guerre contre les Français et les Suédois. En tant que membre de l'armée impériale, l'unité combat à Zenta en 1697 et, en tant qu'unité de l'armée prussienne, participe à la guerre de Succession d'Espagne et de Pologne, aux première et seconde guerres de Silésie et à la guerre de Sept Ans.
Après avoir participé aux guerres napoléoniennes, le régiment est transféré à Dantzig en 1849 et à Königsberg en 1855 dans la caserne de défense du prince-héritier (de) (où il reste). En 1866 il participe à la guerre contre l'Autriche, en 1870/71 contre la France. Le 21 juin 1888, en mémoire de son défunt père, le roi Frédéric III, qui est le commandant du régiment depuis l'époque où il était prince héritier, Guillaume II confère au régiment le nom de régiment de grenadiers "roi Frédéric III". (Le 6 mai 1900, Guillaume II redonne au régiment l'ancienne épithète de "prince héritier", qu'il porte depuis le 22 avril 1864.
Le 6 mai 1904, le prince héritier Guillaume de Prusse est placé à la suite du régiment, ayant terminé sa 18e année.
Pour les batailles de la Première Guerre mondiale, le régiment est affecté au 1re division d'infanterie. Après la fin de la guerre, le régiment est démobilisé à Königsberg à partir du 4 décembre 1918 et finalement dissous le 1er juin 1919.
La tradition est perpétuée dans la Reichswehr par les 9e et 12e compagnies du 9e régiment d'infanterie (prussien). Avec la formation de la Wehrmacht en mars 1935, la tradition s'est poursuivie dans les compagnies susmentionnées du désormais 9e régiment d'infanterie.

### Chefs de régiment
- 1655-1668 : Bogislaw von Schwerin (de)
- 1668-1696 : Friedrich von Dönhoff
- 1696-1717 : Otto Magnus von Dönhoff
- 1717-1743 : Erhard Ernst von Röder
- 1743-1750 : Samuel von Schlichting (de)
- 1750-1768 : Hans Wilhelm von Kanitz (de)
- 1768-1783 : Joachim Friedrich von Stutterheim
- 1783-1786 : Henri-Guillaume d'Anhalt
- 1786-1793 : Viktor Amadeus Henckel von Donnersmarck
- 1793-1805 : Wilhelm Magnus von Brünneck
- 1805-1807 : Ernst von Rüchel
- 1809-1811 : général de division Ludwig August von Stutterheim
- 1813-1837 : général d'infanterie duc Charles de Mecklembourg-Strelitz
- 1840-1841 : général d'infanterie Gustav von Rauch
- 1842-1848 : le maréchal général Hermann von Boyen
- 1850-1856 : maréchal Paskiewitsch-Eriwanski prince de Varsovie
- 1860-1888 : prince héritier et plus tard roi et empereur Frédéric III

### Commandants
| Grade                 | Nom                                          | Date                                                         |
| --------------------- | -------------------------------------------- | ------------------------------------------------------------ |
|                       | Ernst Wilhelm von Hamilton (de)              | 15 mars 1803                                                 |
|                       | Georg Ludwig von Rheinbaben                  | 1809                                                         |
| Major                 | Franz Christoph von Frieben                  | octobre 1809 (chargé de la direction)                        |
| Major                 | Carl Wilhelm von Mayer                       | janvier 1810 au 30 mars 1810 (chargé de la direction)        |
|                       | Friedrich von Both                           | 1810                                                         |
|                       | Karl Heinrich von Zielinski                  | 1811                                                         |
|                       | Karl Friedrich Ludwig von Lobenthal          | 1812                                                         |
|                       | Bogislaw Christian Karl von Kurnatowski (de) | 1814                                                         |
| Oberstleutnant/Oberst | Rudolf von Stengel (de)                      | 9 juin 1817 au 17 juin 1825                                  |
| Oberstleutnant/Oberst | Kasimir von Hülsen (de)                      | 18 juin 1825 au 25 mars 1832                                 |
|                       | Carl von Fabeck (de)                         | 30 mars 1832                                                 |
| Oberstleutnant/Oberst | Wilhelm Heinrich Friedrich von Kleist (de)   | 30 mars 1838 au 1841                                         |
| Oberstleutnant        | August von der Horst (de)                    | 21 octobre 1841 au 12 janvier 1842 (chargé de la direction)  |
| Oberstleutnant/Oberst | August von der Horst                         | 13 janvier 1842 au 8 mars 1848                               |
| Oberstleutnant        | Karl Holfelder (de)                          | 9 mars 1848 au 2 décembre 1851                               |
| Oberst                | Karl von Bosse (de)                          | 2 décembre 1851 au 10 juin 1856                              |
| Oberstleutnant/Oberst | Heinrich von Seydewitz (de)                  | 10 juin 1856 au 16 mai 1859                                  |
|                       | Adolf von Stahr                              | 19 mai 1859                                                  |
| Oberstleutnant        | Louis von Beeren (de)                        | 7 avril 1863 au 22 septembre 1863 (chargé de la direction)   |
| Oberst                | Louis von Beeren                             | 22 septembre 1863 au 30 octobre 1866                         |
| Oberst                | Kuno von Auer (de)                           | 31 décembre 1866                                             |
|                       | Wilhelm von Massow                           | 13 juin 1868                                                 |
| Oberstleutnant/Oberst | Wilhelm von Knobelsdorff                     | 15 mars 1873 au 11 février 1876                              |
| Oberstleutnant        | Eduard von Stocken (de)                      | 12 février au 10 mars 1876 (chargé de la direction)          |
| Oberstleutnant/Oberst | Eduard von Stocken                           | 11 mars 1876 au 11 mars 1878                                 |
| Oberstleutnant        | Gustav Otto Heinrich von Wedel (de)          | 12 mars au 12 avril 1878 (chargé de la direction)            |
| Oberstleutnant/Oberst | Gustav von Wedel                             | 13 avril 1878 au 14 avril 1882                               |
| Oberst                | Georg Ludwig von Etzdorff (de)               | 15 avril 1882 au 13 février 1888                             |
| Oberst                | Alfred von Scholten                          | 14 février 1888 au 18 septembre 1888                         |
| Oberst                | Ferdinand von Stülpnagel                     | 19 septembre 1888 au 15 mai 1891                             |
| Oberst                | Albrecht von Cramer                          | 18 mai 1891 au 14 novembre 1894                              |
| Oberstleutnant        | Reimer von Ende                              | 15 novembre 1894 au 26 janvier 1895 (chargé de la direction) |
| Oberst                | Reimer von Ende                              | 27 janvier 1895 au 11 septembre 1896                         |
| Oberst                | Alfred von Jess                              | 12 septembre 1896 au 15 août 1899                            |
| Oberst                | Arthur von der Groeben                       | 16 août 1899 au 28 décembre 1900                             |
| Oberst                | Hans von Frankenberg und Ludwigsdorf         | 29 décembre 1900 au 23 avril 1904                            |
| Oberst                | Friedrich von Massow                         | 24 avril 1904 au 24 janvier 1908                             |
| Oberst                | Arnold von Bauer                             | 27 janvier 1908 au 17 août 1911                              |
| Oberst                | Conrado Paschen                              | 18 août 1911 au 1 août 1914                                  |

### Maître de chapelle
Gustav Sabac el Cher (de) est le chef d'orchestre de la musique régimentaire de 1895 à 1909.

## Galerie de photos

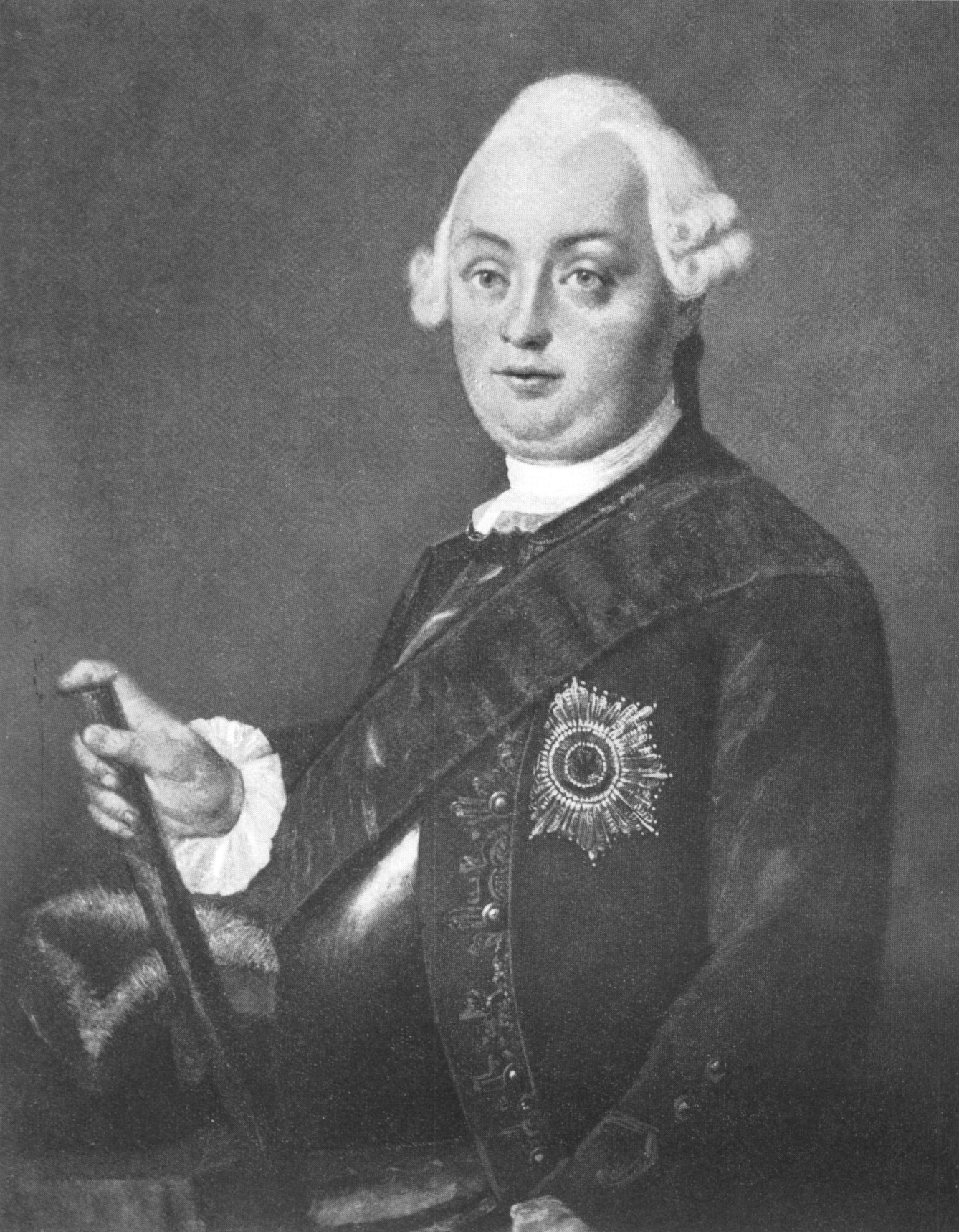
Joachim Friedrich von Stutterheim - peinture contemporaine vers 1775
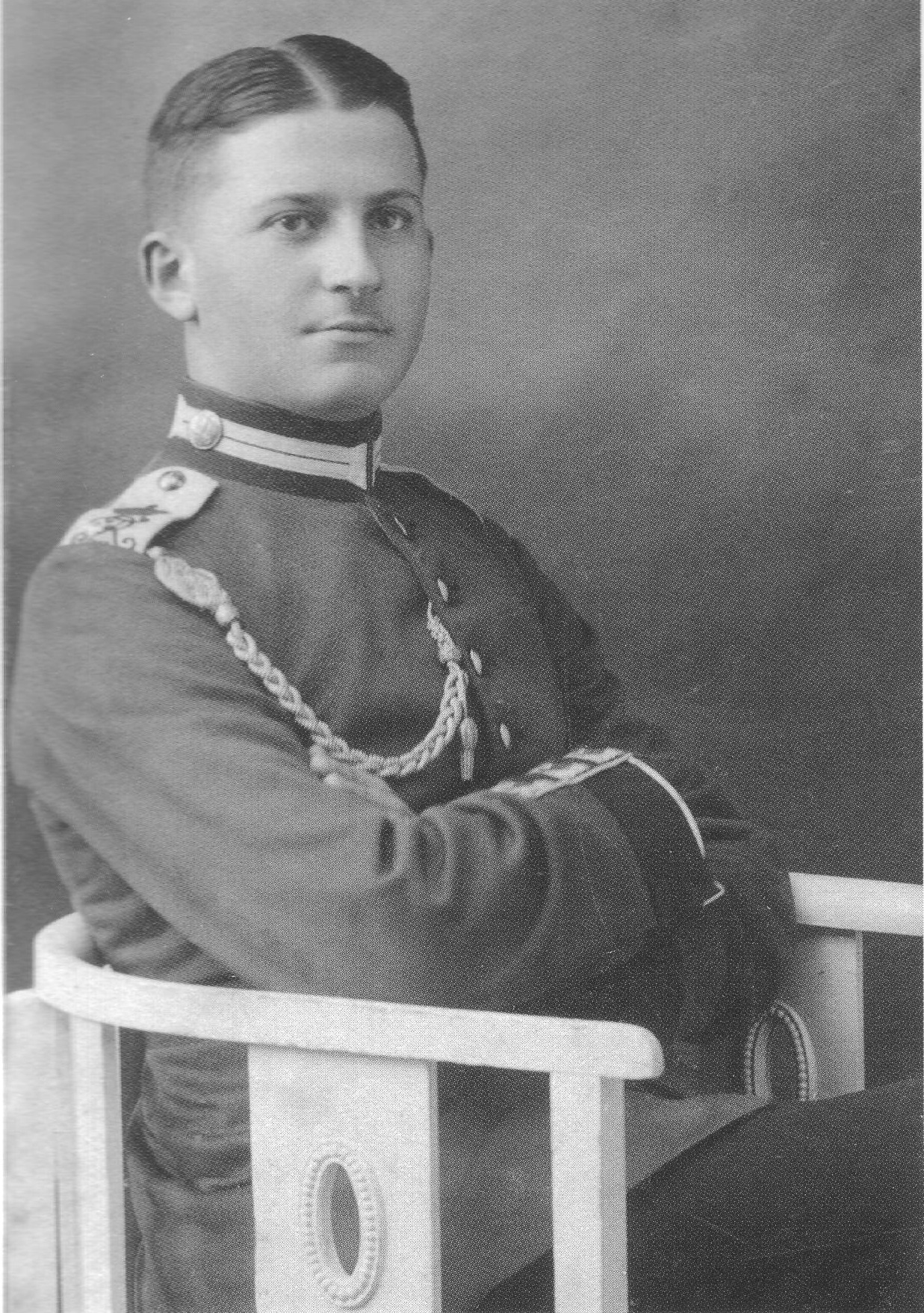
Privé en uniforme avec cordon de fusil
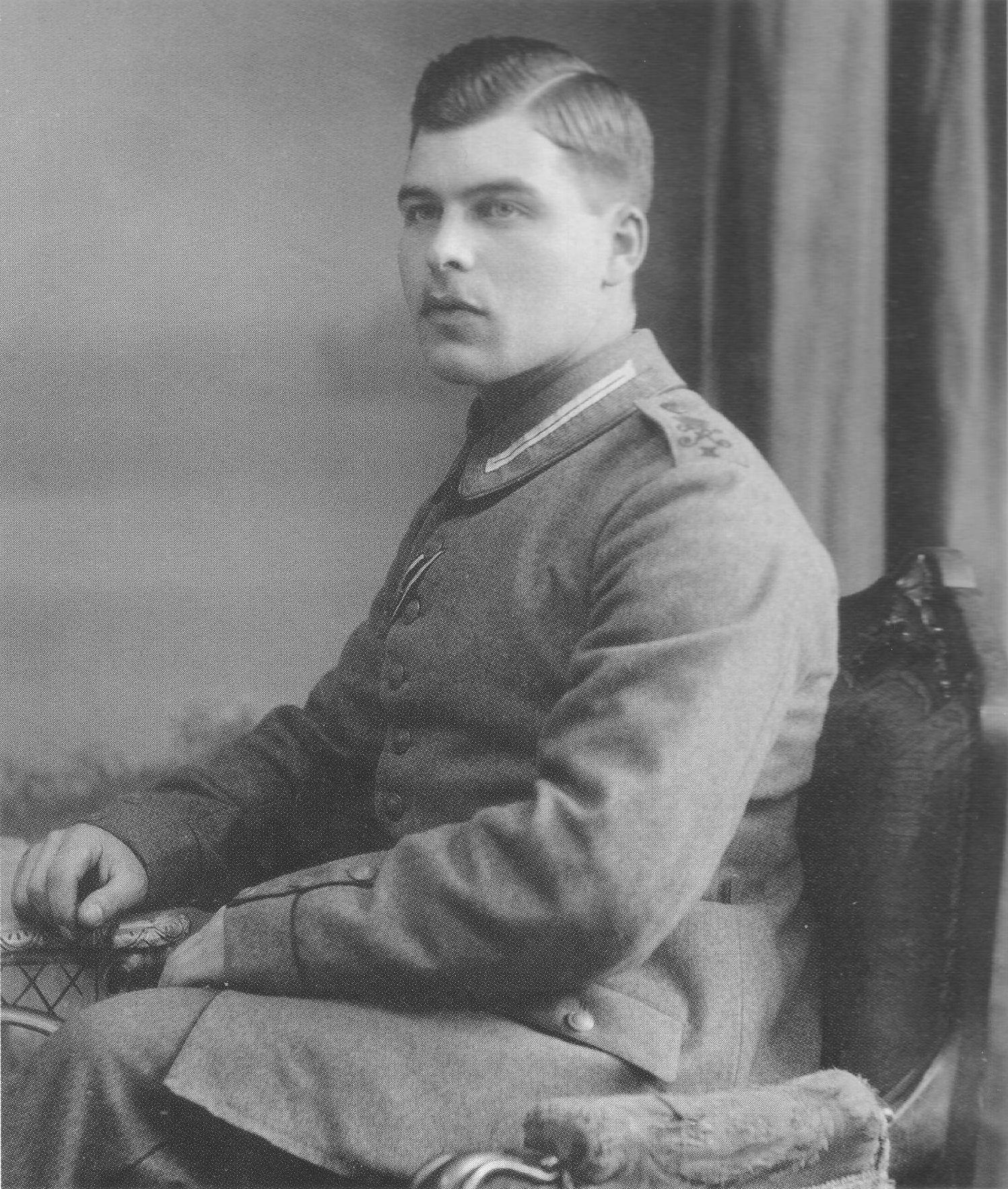
Uniforme de terrain avec EK2
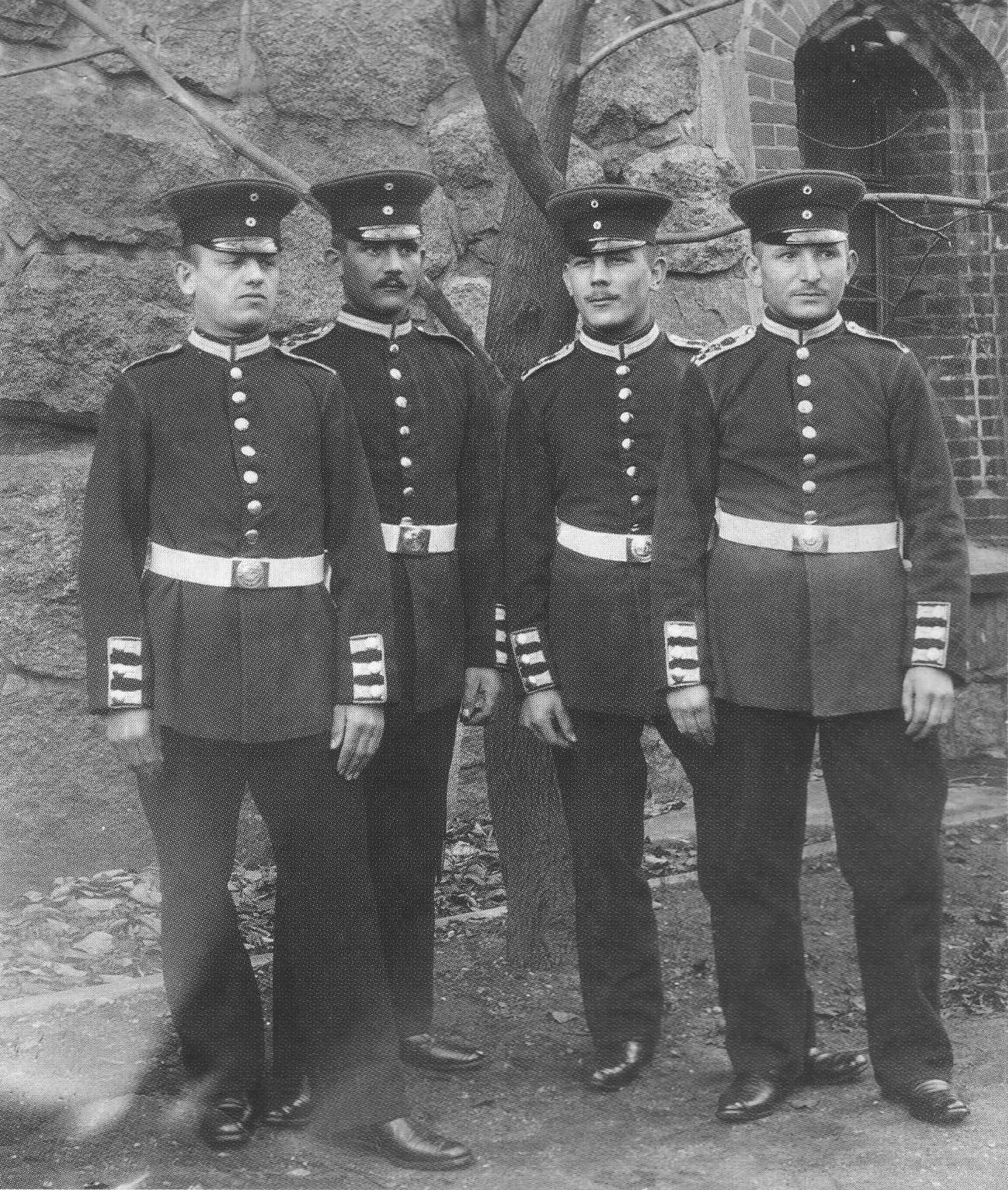
Grenadiers en uniforme avec ceinture blanche
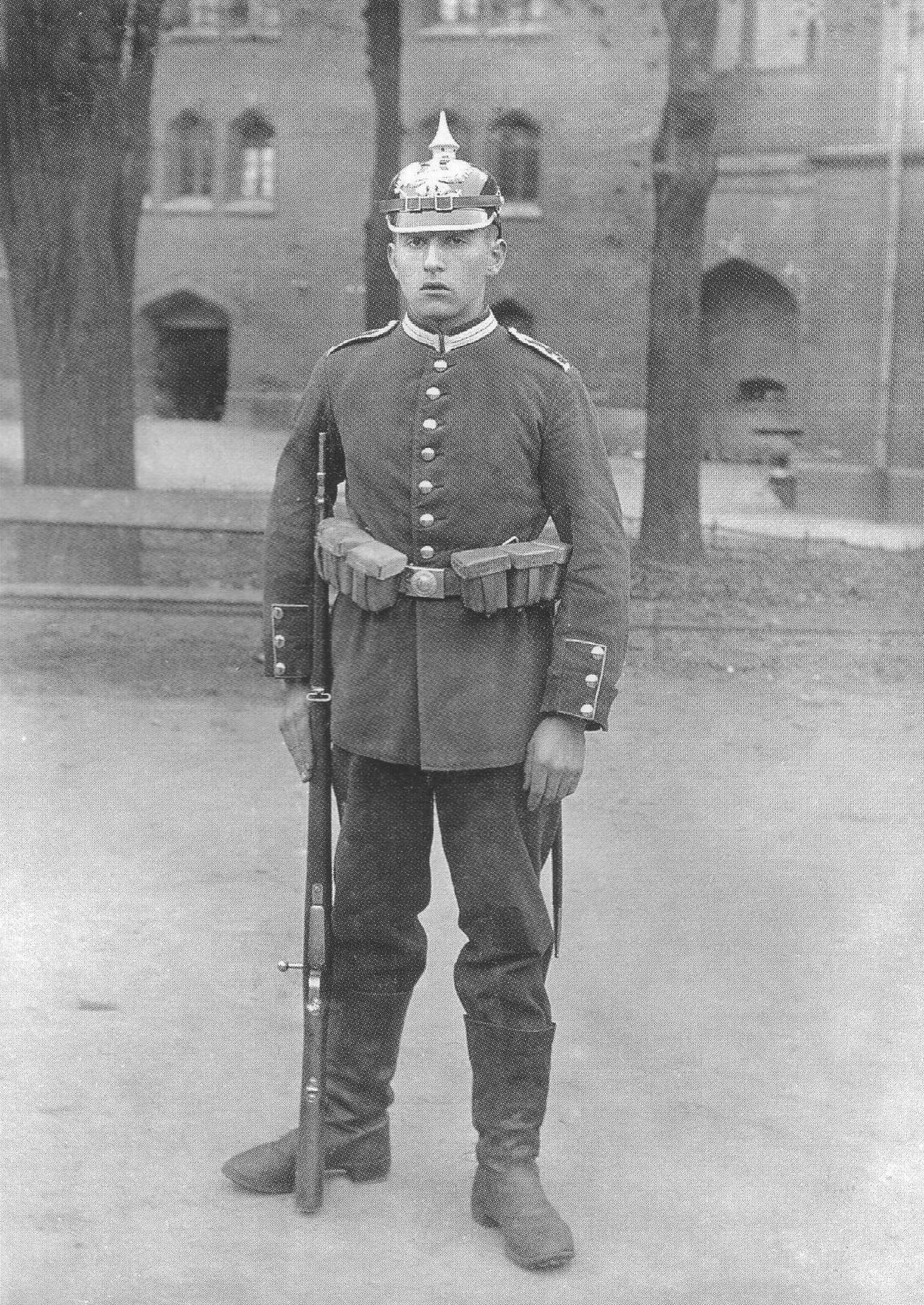
Grenadier en tenue de service bleue avec fusil, casque et étuis à cartouches, 1913
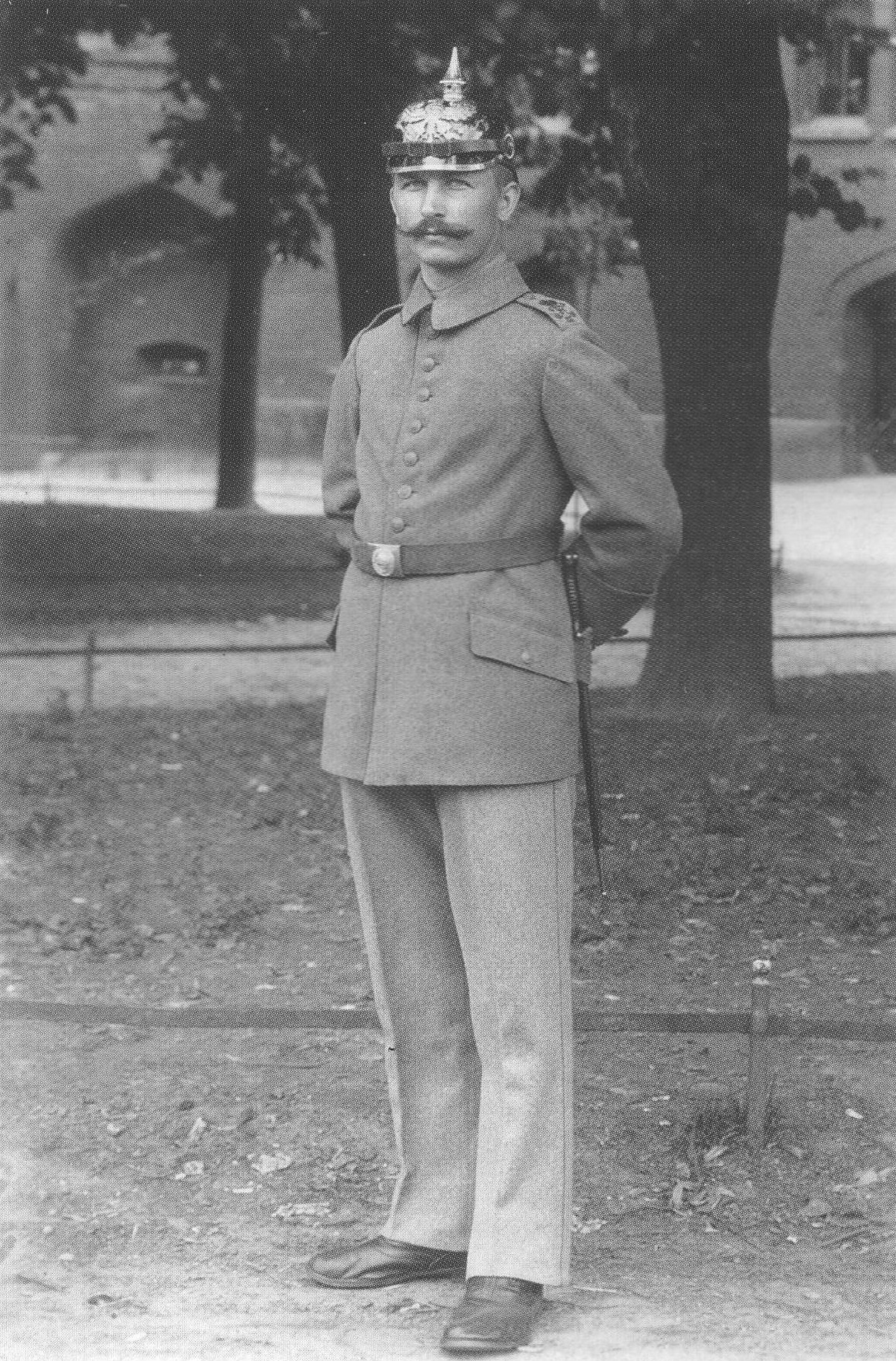
Tir d'avant-guerre dans une veste de campagne grise
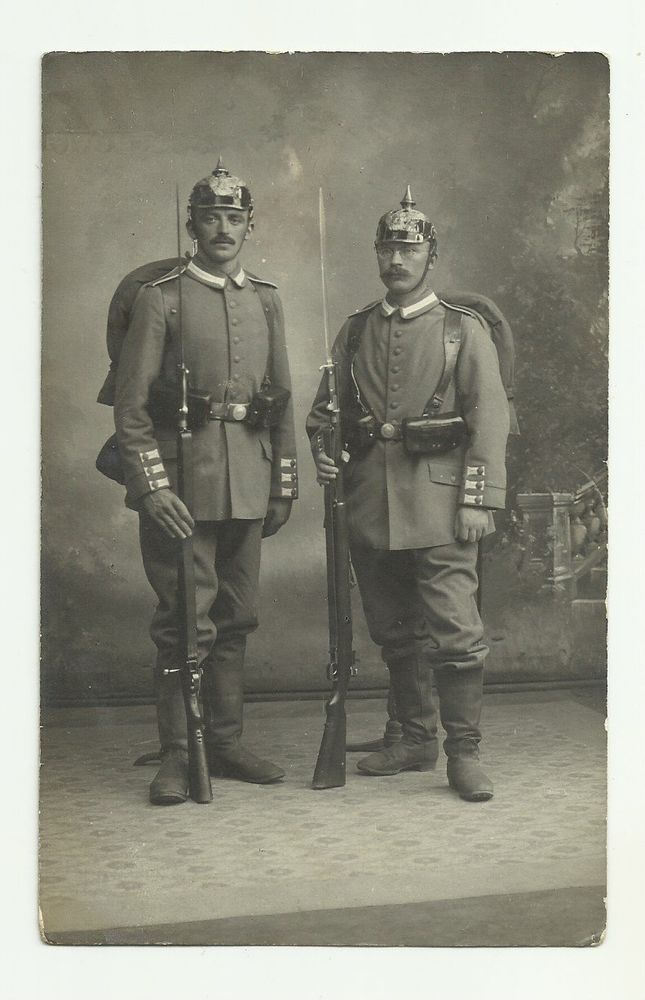
Des réservistes en uniforme gris avec casque avant la marche en 1914
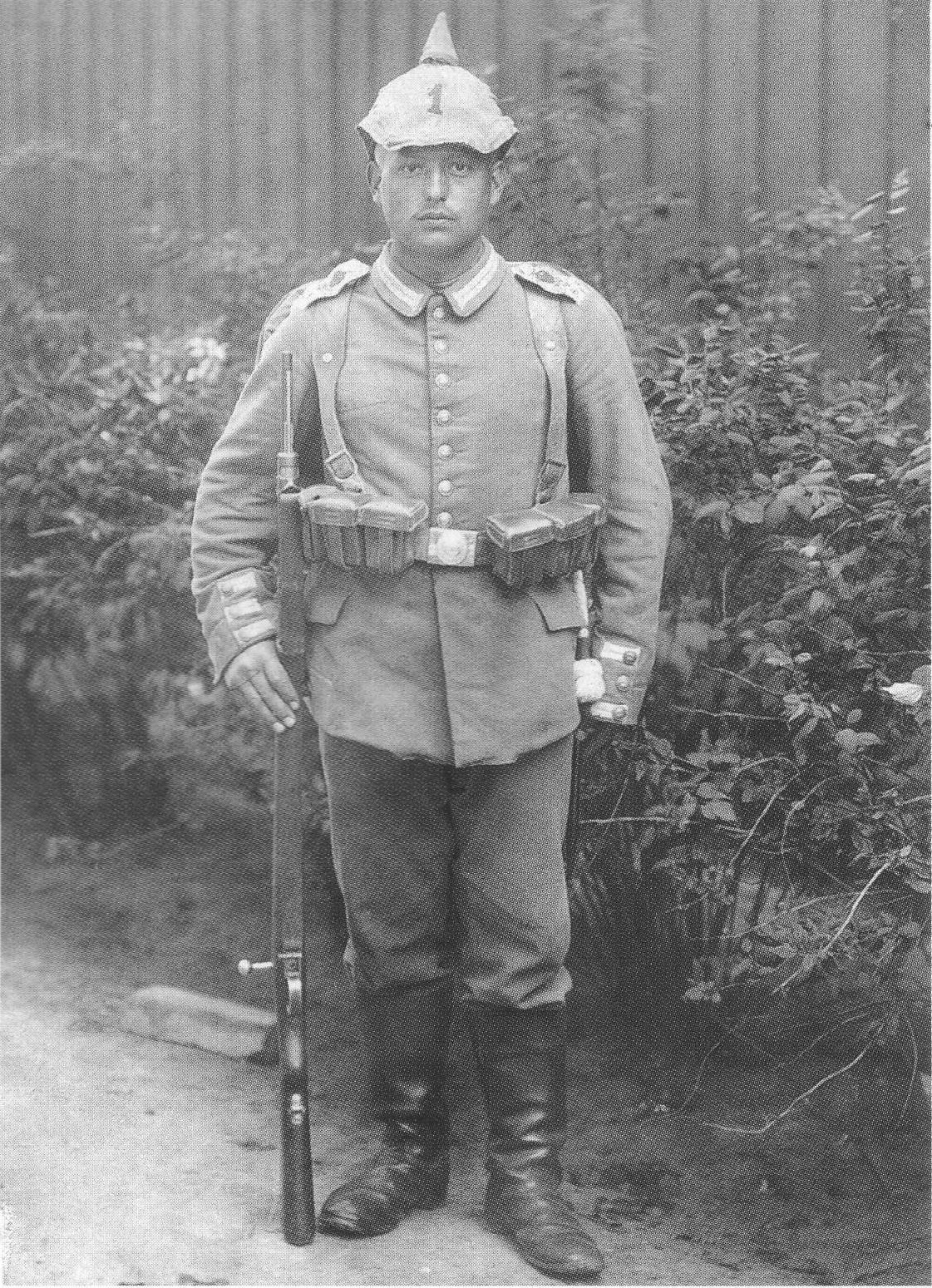
Grenadier du régiment sur le front de l'Est en uniforme gris avec couvre-casque, 1915
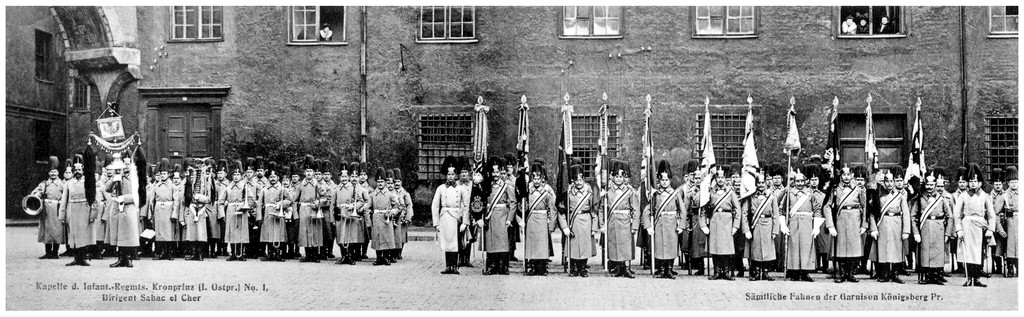
Formation de défilé du régiment avec une fanfare militaire et le chef d'orchestre Sabac al Cher